# Benetússer (kommun)
Benetússer är en kommun i Spanien.   Den ligger i provinsen Província de València och regionen Valencia, i den östra delen av landet, 300 km öster om huvudstaden Madrid. Antalet invånare är 14 999. Arean är 0,76 kvadratkilometer. Benetússer gränsar till Alfafar och Paiporta. 
Terrängen i Benetússer är mycket platt.